# جون بي بورغس
جون بي بورغس (بالإنجليزية: John P. Burgess)‏ هو فيلسوف أمريكي، ولد في 5 يونيو 1948.